# Beiwei Xiaomingdi
Beiwei Xiaomingdi of Yuan Xu (元詡) (persoonlijke naam) was keizer van China van de Noordelijke Wei-dynastie van 515 tot 528 in titel, in werkelijkheid was het zijn moeder keizerin Hu die regeerde.

## Biografie
Yuan Xu was slechts vijf jaar oud toen zijn vader keizer Beiwei Xuanwudi stierf. Keizerin Hu werd regentes. Zij was intelligent, maar overdreven toegeeflijk en hield niet van slecht nieuws, waardoor zijn geen correct beeld kreeg van de werkelijkheid. Ze werd gemanipuleerd en corruptie was wijd verspreid. Tussen 520 en 525 nam haar zwager Yuan Cha de macht over. De boeren in het land waren ontevreden en er braken opstanden uit.
In 528, Yuan Xu was meerderjarig, huwde zijn moeder hem uit aan een dochter van haar neef, Hu Sheng (胡盛). De maat was vol, Yuan Xu wilde nu zelf regeren en riep de hulp in van generaal Erzhu Rong. Het plot werd ontdekt en keizerin Hu liet haar zoon Yuan Xu vergiftigen. Omdat Yuan Xu geen mannelijke opvolger had riep de keizerin een neef, Yuan Zhao, uit tot nieuwe keizer. 
Generaal Erzhu Rong weigerde de nieuwe keizer te erkennen, veroverde de hoofdstad Luoyang en arresteerde keizerin Hu en usurpator Yuan Zhao. Na veroordeling werden beiden in de Gele Rivier gegooid en verdronken. Beiwei Xiaozhuangdi, de kleinzoon van keizer Beiwei Xianwendi (466-471), werd uitgeroepen tot nieuwe keizer.